# Kleine motmot
De kleine motmot (Hylomanes momotula) is een vogel uit de familie Momotidae (motmots).

## Verspreiding en leefgebied
Deze soort komt voor van zuidelijk Mexico tot noordwestelijk Colombia en telt drie ondersoorten:
- H. m. chiapensis: Chiapas (zuidelijk Mexico).
- H. m. momotula: van Veracruz (zuidelijk Mexico) tot Honduras.
- H. m. obscurus: van noordwestelijk Costa Rica tot noordwestelijk Colombia.

## Status
De grootte van de populatie is in 2019 geschat op 20-50 duizend volwassen vogels. Op de Rode lijst van de IUCN heeft deze soort de status niet bedreigd.